# Mairie de Saint-Ouen (Métro Paris)

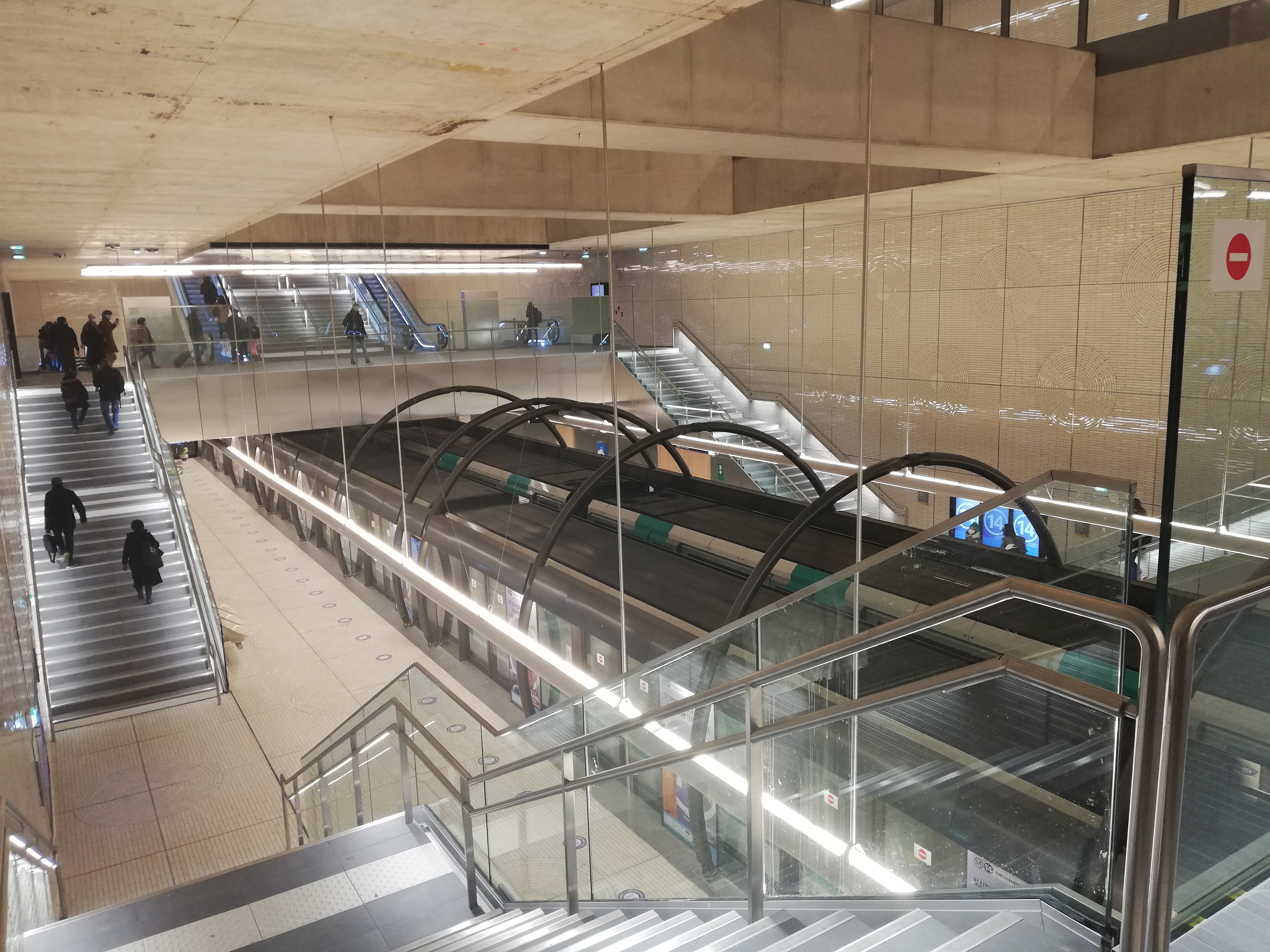
Station der Linie 14

Der U-Bahnhof Mairie de Saint-Ouen ist ein unterirdischer Umsteigebahnhof der Linien 13 und 14 der Pariser Métro.

## Lage
Der U-Bahnhof befindet sich in Saint-Ouen-sur-Seine, einem Vorort von Paris an der nördlichen Stadtgrenze der französischen Hauptstadt. Beide Stationen liegen versetzt parallel zueinander unter der Place de la République und dem Boulevard Jean Jaurès längs in der Achse des Straßenzugs Boulevard Victor Hugo–Boulevard Jean Jaurès.

## Name
Namengebend ist das an der Südostseite der Place de la République gelegene Rathaus (fr.: Mairie) von Saint-Ouen-sur-Seine. Der Ort trägt den Namen des dort gestorbenen „heiligen“ (fr.: saint) Ouen bzw. Audoin (609–683), Bischof von Rouen und Kanzler des Königs Dagobert I.

## Geschichte und Beschreibung

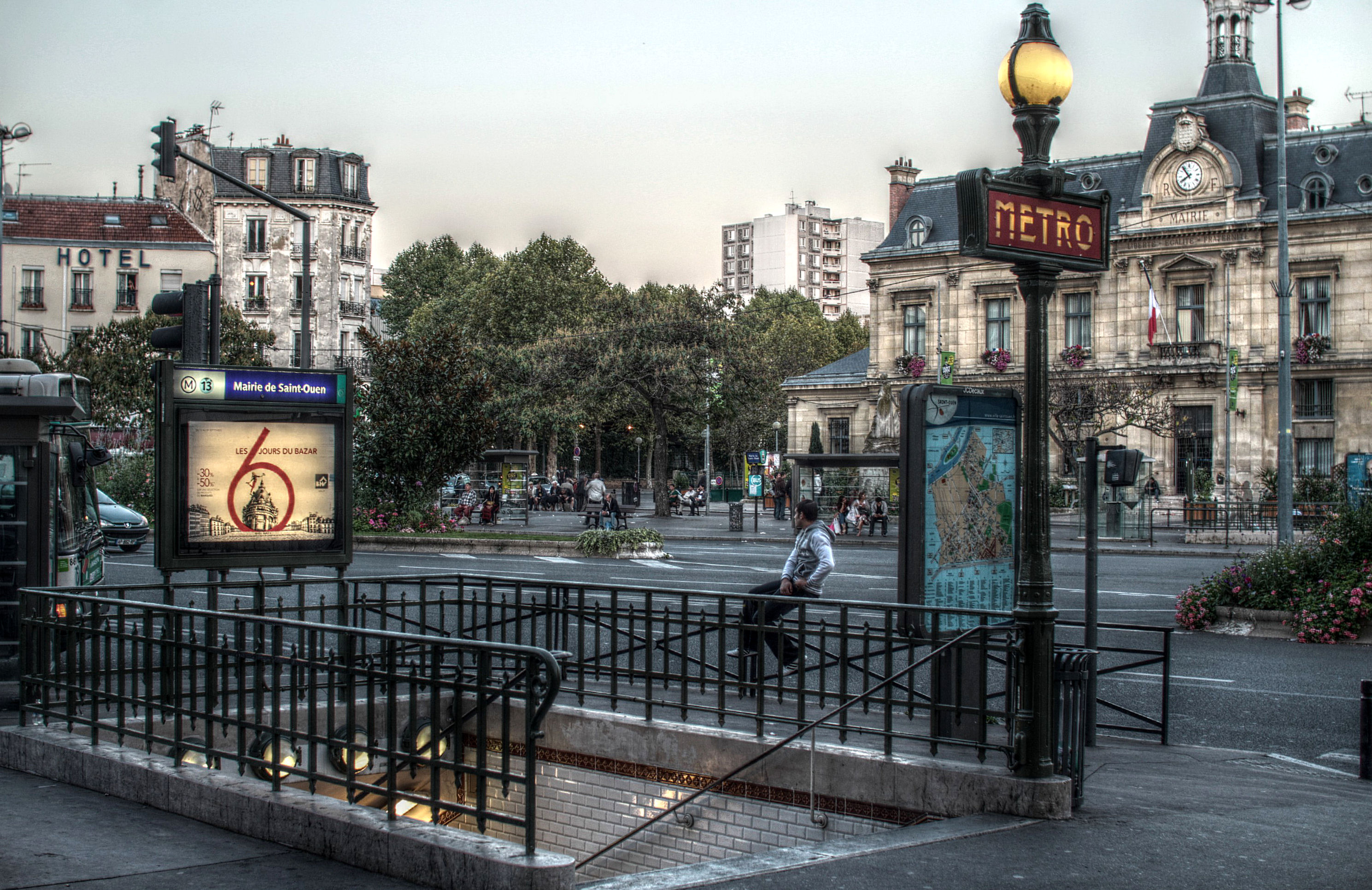
Zugang mit Dervaux-Kandelaber auf der Place de la République, im Hintergrund das namengebende Rathaus

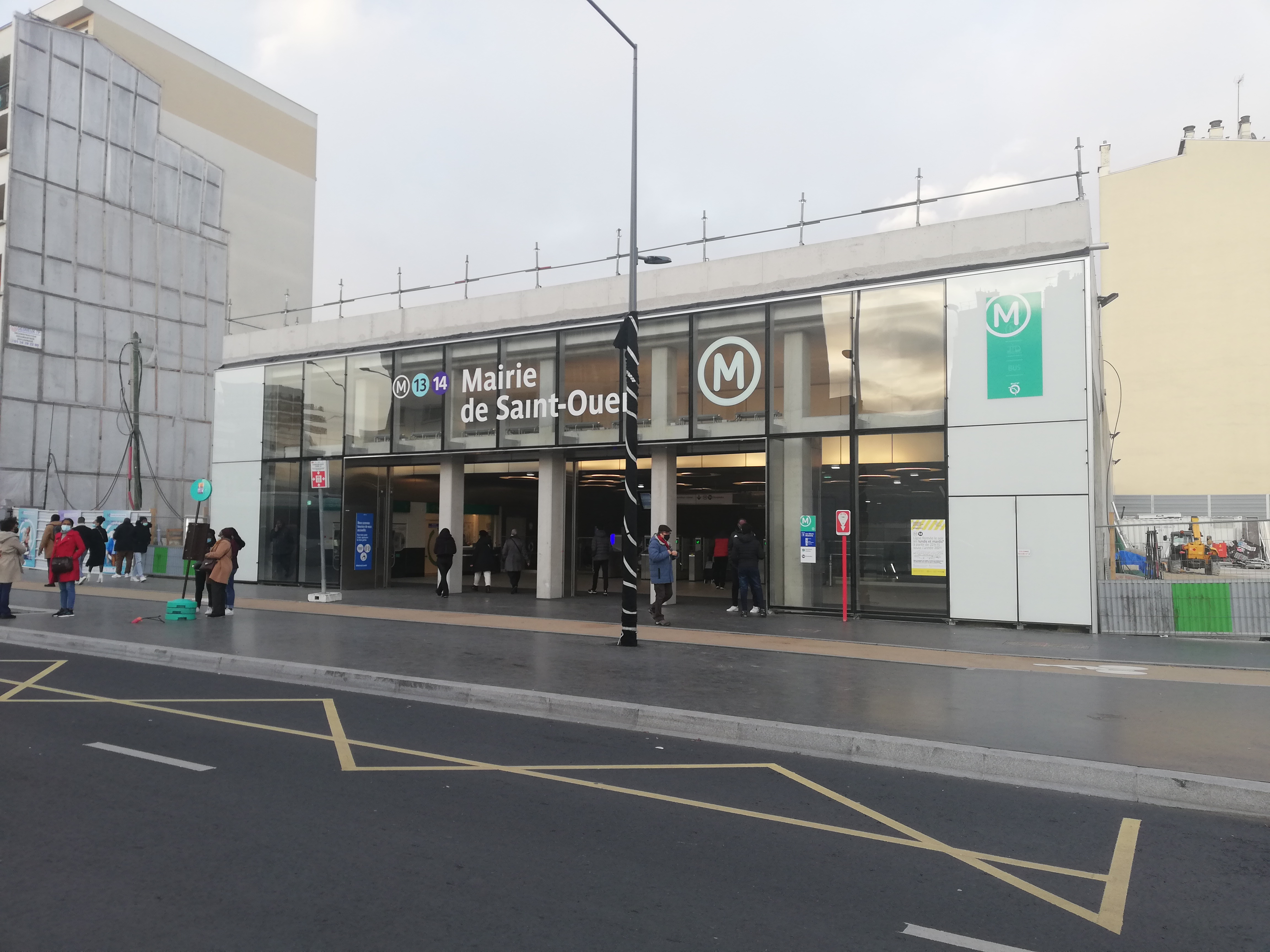
Neues Zugangsbauwerk am Boulevard Jean-Jaurès

Die Station der Linie 13 wurde am 30. Juni 1952 in Betrieb genommen, als die RATP die Verlängerung deren Nordostzweigs von Porte de Saint-Ouen bis Carrefour Pleyel eröffnete. Die Halle weist einen elliptischen Querschnitt auf, ihre Decken und Wände sind weiß gefliest. Anders als bei den von der Société du chemin de fer électrique souterrain Nord-Sud de Paris (Nord-Sud) gebauten Hallen der Linie folgen – der Bauweise der Compagnie du chemin de fer métropolitain de Paris (CMP) entsprechend – deren Seitenwände im unteren Bereich der Krümmung der Ellipse. An den beiden Streckengleisen liegen Seitenbahnsteige von jeweils 75 m Länge.
Seit dem 14. Dezember 2020 ist Mairie de Saint-Ouen nördliche Endstation der Linie 14. An jenem Tag wurde deren Verlängerung um vier Stationen, über die bisherige Endstation Saint-Lazare hinaus, in Betrieb genommen. Die Bahnsteige dieser Station, an der fahrerlose Züge vollautomatisch verkehren, sind mit Bahnsteigtüren ausgestattet. Sie liegen in einer Tiefe von 21 m; die Halle ist 120,5 m lang und 20,65 m breit.
Der U-Bahnhof hat drei Zugänge an der Place de la République, die zu einem Zwischengeschoss am Südkopf der Station der Linie 13 führen. Sie sind jeweils mit von Adolphe Dervaux im Stil des Art déco entworfenen Kandelabern markiert. Ein zusätzlicher Ausgang mit Rolltreppe führt vom Bahnsteig Richtung Carrefour Pleyel auf den Platz. Mit der Eröffnung der Station der Linie 14 kamen beiderseits des Boulevard Jean Jaurès zwei Zugänge hinzu, die in die Wohnbebauung integriert werden sollen.

## Fahrzeuge
Auf der Verlängerung der Linie 13 liefen zunächst noch Fahrzeuge der Bauart Sprague-Thomson mit Modifikationen entsprechend den Vorgaben der ehemaligen Betreibergesellschaft Nord-Sud der Linie. Ab deren Eröffnung wurden sie nach und nach durch die Baureihe MA ersetzt, jene ab 1975 wiederum durch die Baureihe MF 67. 1978 erhielt die Linie als erste im Netz die neuen Züge der Baureihe MF 77, die seitdem als einziger Fahrzeugtyp dort verkehrt.
Die Linie 14 wird mit fahrerlosen, gummibereiften Fahrzeugen der Baureihen MP 89 CA und MP 05 betrieben.

## Ausblick
Eine weitere Verlängerung der Linie 14 bis Saint-Denis – Pleyel ist im Bau. Saint-Denis – Pleyel (geplante Inbetriebnahme 2024) wird ein neuer Knotenpunkt des ÖPNV im Pariser Norden, an dem sich die Metrolinien 14, 15, 16 und 17 treffen sollen. Später könnte noch eine weitere Verbindung – durch die Verlängerung der Linie 4 – hinzukommen.